# Little Creatures
Little Creatures je šesté studiové album americké hudební skupiny Talking Heads vydané v roce 1985.

## Seznam skladeb

### Strana 1
1. And She Was
2. Give Me Back My Name
3. Creatures of Love
4. The Lady Don't Mind
5. Perfect World

### Strana 2
1. Stay Up Late
2. Walk It Down
3. Television Man
4. Road to Nowhere

## Žebříčky
Album
| Rok  | Žebříček          | Umístění |
| ---- | ----------------- | -------- |
| 1985 | Billboard 200     | 20       |
| 1985 | UK Albums         | 10       |
| 1985 | German Albums     | 9        |
| 1985 | Australian Albums | 2        |

Singly
| Rok  | Skladba               | Pozice | Pozice |
| Rok  | Skladba               | US     | UK     |
| ---- | --------------------- | ------ | ------ |
| 1985 | "The Lady Don't Mind" | —      | 81     |
| 1985 | "Road To Nowhere"     | 105    | 6      |
| 1985 | "And She Was"         | 54     | 17     |